# Leovegas
Leovegas  (i marknadsföringsammanhang skrivet LeoVegas) är ett svenskt mobilspelsbolag och leverantör av tjänster inom online casino och sportsbetting såsom bordsspel, videoslots, progressiva jackpottar, videopoker och livebetting till ett antal internationella marknader. Leovegas Gaming Ltd. är ett dotterbolag till Leovegas AB, moderbolaget vars aktie var noterad på Stockholmsbörsen.

## Historia
LeoVegas grundades 2011 av Gustaf Hagman och Robin Ramm-Ericson.
Den initiala börsnoteringen av företaget ägde rum den 17 mars 2016. Finansiella rådgivare vid transaktionen var Carnegie Investment Bank och SEB som Joint Global Coordinators och Bookrunners. Juridisk rådgivare var Baker McKenzie, medan Avanza Bank AB var tillsatt som Leovegas Certified Adviser (CA). Vid noteringstillfället blev aktien kraftigt övertecknad.
LeoVegas redovisade före börsintroduktionen (IPO) en ökning på 124 % i sin årliga omsättning om 83 miljoner euro 2015, jämfört med 37 miljoner euro 2014. För båda dessa år samt 2013 var antal aktieägare följande: 54 283 (2013), 100 745 (2014) samt 202 498 (2015).
Den 13 maj 2016, en månad innan fotbolls-EM 2016, lanserade Leovegas sin produkt inom vadslagning - Leovegas Sport. Johan Styren, CEO vid Leovegas Gaming Ltd., sa vid lanseringstillfället att snabba laddningstider och ”mobile-first”-inställningen skulle vara väsentligt i utvecklingen inom marknaden för livebetting i mobilen.
LeoVegas Gaming Ltd är ett dotterföretag till LeoVegas AB vilket är bolagsgruppens moderbolag, vars aktie var noterad på Stockholmsbörsens huvudlista.
I september 2022 meddelades att MGM Casino Next Lion förvärvat mer än 90 procent av aktierna i Leovegas. Leovegas avnoterades från Stockholmsbörsen med sista handelsdag den 22 september 2022.

## Verksamhet

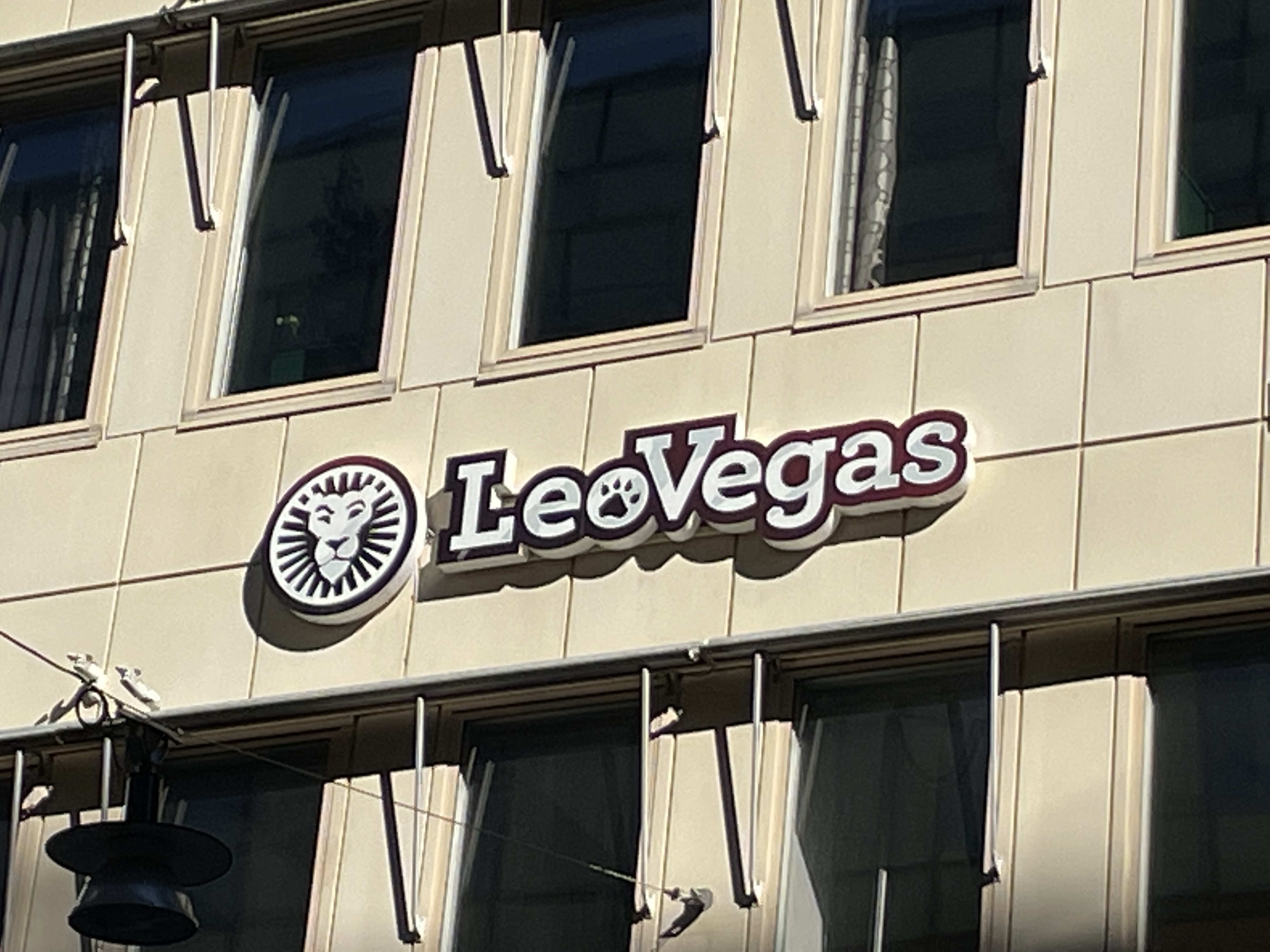
Huvudkontoret i Stockholm.

Företaget har sitt huvudkontor i Stockholm. Varumärket ”LeoVegas” ägs emellertid av LeoVegas Gaming Ltd., vars verksamhet är baserad på Malta. Den tekniska utvecklingen leds av ytterligare ett dotterbolag – Gears of Leo, som har sin verksamhet baserad i Sverige.
Produkterna inom online casino och sportsbetting är licensierade och reglerade under Spelinspektionen, Danska spelinspektionen och Malta Gaming Authority (MGA). Företagets verksamhet i Storbritannien drivs i överensstämmelse med UK Gambling Commission.
LeoVegas huvudmarknader är Norden och Europa. Företaget har även viss närvaro i resten av världen.
LeoVegas erbjuder ett antal casinospel från spelleverantörer som NetEnt, Yggdrasil, Evolution Gaming, IGT, Play N’ Go, Playtech, Microgaming, Authentic Gaming, Bally och WMS. Några casinospel som erbjuds är Roulette, Blackjack, Baccarat och spelautomater.
LeoVegas sportsbook levereras av Kambi för användargränssnitt, sammanställning av odds och kundinformation.
I maj 2021 förvärvade LeoVegas Expekt. 

## Utmärkelser
- 2013 - "Best Innovation in Casino of the Year", EGR Nordic Awards[11]
- 2014 - "Best Mobile Product of the Year", EGR Nordic Awards[12]
- 2015 - "Affiliate Program of the Year" & "Slots Operator of the Year", EGR Nordic Awards[13]
- 2015 - "Grand Prize Award", GP Bullhound Summit[14]
- 2016 - "Mobile Operator of the Year", "Casino Operator of the Year" & "Nordic Operator of the Year", EGR Nordic Awards[15]
- 2016 - "Online Casino Operator of the Year", International Gaming Awards[16]
- 2016 - "Casino Operator of the Year", Gaming Intelligence Awards
- 2016 - "The Best Mobile Marketing Campaign of the Year" & "Best CRM Campaign of the Year"[17]
- 2018 - "Brand of the year"[18]
- 2019 - "Casino Operator of the Year", EGR Nordic Awards[19]
- 2019 - "Best Mobile Operator of the Year", International Gaming Awards[20]
- 2019 - "Online Casino of the Year", Global Gaming Awards[21]
- 2019 - "Online Casino of the Year", SBC Awards[22]
- 2019 - "Innovation in Casino Entertainment", SBC Awards[22]
- 2020 - "Online Gaming Operator of the Year", International Gaming Awards[23]
- 2021 - "Online Gaming Operator of the Year", International Gaming Awards[24]
- 2022 - "Online Gaming Operator of the Year", International Gaming Awards[25]